# Горох (баронский род)
Горох (пол. Horoch) — русский баронский род польского происхождения. 
Грамотой императора Священной Римской империи Леопольда II от 15 февраля 1791 года польский шляхтич Матвей-Казимир Горох возведён был с нисходящим его потомством в баронское королевства Галиции и Лодомерии достоинство. Высочайше утверждённым императором Николаем I 5 июля 1844 года мнением Государственного Совета Иосиф-Виктор-Викентий-Онуфрий-Антоний Матвеевич-Казимирович Горох (пол. Jozef Wiktoryn Onufry Wincenty Antoni Horoch herbu wlasne (Horoch)) с нисходящим его потомством подтверждён в баронском достоинстве.
Герб баронов Горохов внесён в Часть 2 Гербовника дворянских родов Царства Польского, стр. 21. В Царстве Польском был ещё дворянский род Горох герба Тронбы.

## Описание герба
В щите, расчетверённом с баронской короной, накинут щиток, в красном поле которого из-под золотой византийской монеты выходят три страусовых пера, два к верхним углам щитка, а третье вниз; в полях главного щита накрест голубых и красных, в первом, голубом, серебряный кавалерский крест, полуокружённый снизу золотой подковой; во втором серебряное железко, остриём вверх с крючками, загнутыми вниз наподобие усов; в третьем немецкий щит с золотым ободком, а в четвёртом серебряная рыба головой вправо.
Над баронской короной три шлема, средний прямо, а крайние к нему вполоборота, все увенчанные дворянскими коронами, с золотыми решётками и с такими же на цепях медалями. В навершье первого шлема ястреб влево, держащий в когтях левой ноги подобную как в первом поле щита подкову с крестом; в навершье второго, на красном орлином крыле, ребром вправо обращённом, три страусовых перьев, с монетой, как в щитке; в навершье же третьего пять страусовых перьев, из коих первое, третье и пятое голубые. Намёт от среднего шлема красный, а от крайних голубой, подбитые серебром. Герб рода баронов Горохов внесён в Часть II Гербовника Царства Польского, стр. 21—22.